# Echinorhinus
Echinorhinus – rodzaj ryb chrzęstnoszkieletowych z rodziny Echinorhinidae.

## Rozmieszczenie geograficzne
Szeroko rozprzestrzenione w wodach oceanicznych, na głębokościach od 10 do ok. 1000 m p.p.m. Występują we wszystkich tropikalnych wodach morskich. Spotykane również w morzach strefy umiarkowanej.

## Morfologia
Są to duże rekiny osiągające długość ciała do 4 m.

## Systematyka
Rodzaj (w randze podrodzaju w obrębie Squalus) zdefiniował w 1816 roku francuski zoolog i anatom porównawczy Henri Marie Ducrotay de Blainville w artykule poświęconym klasyfikacji na podstawie rozmieszczenia w królestwie zwierząt opublikowanym w czasopiśmie Bulletin des Sciences, par la Société Philomáthique de Paris. Gatunkiem typowym jest (oznaczenie monotypowe) rekin kolczasty (E. brucus).

### Etymologia
- Echinorhinus: gr. εχινος ekhinos ‘jeż, jeżowiec’; ῥις rhis, ῥινος rhinos ‘nos, pysk’[6].
- Goniodus: gr. γωνια gōnia ‘kąt, róg’[7]; οδους odous, οδοντος odontos ‘ząb’[8]. Gatunek typowy (oznaczenie monotypowe): Squalus spinosus Gmelin, 1789 (= Squalus brucus Bonnaterre, 1788).
- Rubusqualus: łac. rubus ‘cierń, jeżyna’, od rubeo ‘być czerwonym’[9]; squalus ‘brudny, paskudny’, także ‘starożytna nazwa ryb morskich uznawanych za nienadające się do spożycia przez ludzi, w tym rekinów’[10]. Gatunek typowy (oryginalne oznaczenie): Echinorhinus (Rubusqualus) mccoyi Whitley, 1931 (= Squalus brucus Bonnaterre, 1788).

### Podział systematyczny
Do rodzaju należą następujące występujące współcześnie gatunki:
- Echinorhinus brucus (Bonnaterre, 1788) – rekin kolczasty[11]
- Echinorhinus cookei Pietschmann, 1928

Opisano również gatunki wymarłe:
- Echinorhinus australis (Chapman, 1909) (kreda)
- Echinorhinus blakei Agassiz, 1856 (miocen)
- Echinorhinus caspius Glikman, 1964 (eocen)
- Echinorhinus eyrensis Pledge, 1992 (kreda)
- Echinorhinus kelleyi Pfeil, 1983 (miocen)
- Echinorhinus lapaoi Antunes & Cappetta, 2002 (kreda)
- Echinorhinus maremagnum Bogan, Agnolin, otero, Egli, Suárez, Soto-Acuña & Novas, 2017 (kreda)
- Echinorhinus pfauntschi Pfeil, 1983 (oligocen)
- Echinorhinus pollerspoecki Pfeil, 1983 (miocen–oligocen)
- Echinorhinus pozzii Ameghino, 1906 (miocen)
- Echinorhinus priscus Arambourg, 1952 (eocen)
- Echinorhinus richiardii Lawley, 1876 (pliocen)
- Echinorhinus schoenfeldi Pfeil, 1983 (oligocen)
- Echinorhinus vielhus Guinot, Cappetta & Adnet, 2014 (kreda)
- Echinorhinus wadanohanaensis Kitamura, 2013 (kreda)
- Echinorhinus weltoni Pfeil, 1983 (eocen)